# Journées mondiales de la jeunesse 1995
Les Journées mondiales de la jeunesse 1995 sont un rassemblement de jeunes catholiques du monde entier qui s'est déroulé à Manille aux Philippines du 10 au 15 janvier 1995.

## Organisation

### Thème
Le thème de ces journées mondiales a été choisi par le pape Jean-Paul II dans le vingtième chapitre de l'Évangile de Jean (verset 21) : « Comme le Père m'a envoyé, moi aussi je vous envoie ».

### Hymne
L'hymne retenu pour ces JMJ est Tell the world of his love, composé par Jamie Rivera.

## Déroulement
La messe clôturant les journées mondiales de la jeunesse rassembla suivant les sources quatre à cinq millions de personnes, ce qui en fait le plus grand rassemblement simultané de personnes de toute l'histoire de l'humanité,,.